# Hymenophyllum axillare
Espèce
Hymenophyllum axillare est une espèce de fougères de la famille des Hyménophyllacées.
Synonymes : Trichomanes axillare (Sw.) Poir., Mecodium axillare (Sw.) Copel., Sphaerocionium axillare (Sw.) C.Presl

## Description
Hymenophyllum axillare appartient au sous-genre Mecodium.
Cette espèce a les caractéristiques suivantes :
- son rhizome est long et filiforme ;
- les frondes sont étroites, d'une quinzaine de centimètres de long sur trois de large ;
- le limbe, lancéolé, est presque divisé trois fois ;
- il est glabre ;
- sa couleur est d'un vert brunâtre ;
- les sores sont situés sur les extrémités des segments latéraux, sur la moitié supérieure du limbe ;
- l'indusie, englobant complètement les sporanges, a deux lèvres.

Cette espèce compte 28 paires de chromosomes.

## Distribution
Cette espèce, plus épiphyte que terrestre, est présente dans toute l'Amérique tropicale, dont les Antilles.